# Physocephala sauteri
Physocephala sauteri är en tvåvingeart som beskrevs av Krober 1913. Physocephala sauteri ingår i släktet Physocephala och familjen stekelflugor.
Artens utbredningsområde är Taiwan. Inga underarter finns listade i Catalogue of Life.